# Ferrocarril Egipte-Haifa
El ferrocarril Egipte-Haifa fou una via fèrria estratègica dels britànics a la I Guerra Mundial construïda pel general Edmund Allenby al llarg de la costa de Palestina, per assegurar els subministraments des d'Egipte. A la II Guerra Mundial es va perllongar fins a Trípoli de Líbia, però per l'altre costat (a l'est) fou abandonada més enllà d'al-Arish, prop de la frontera egípcia.